# 天水圍站公共運輸交匯處

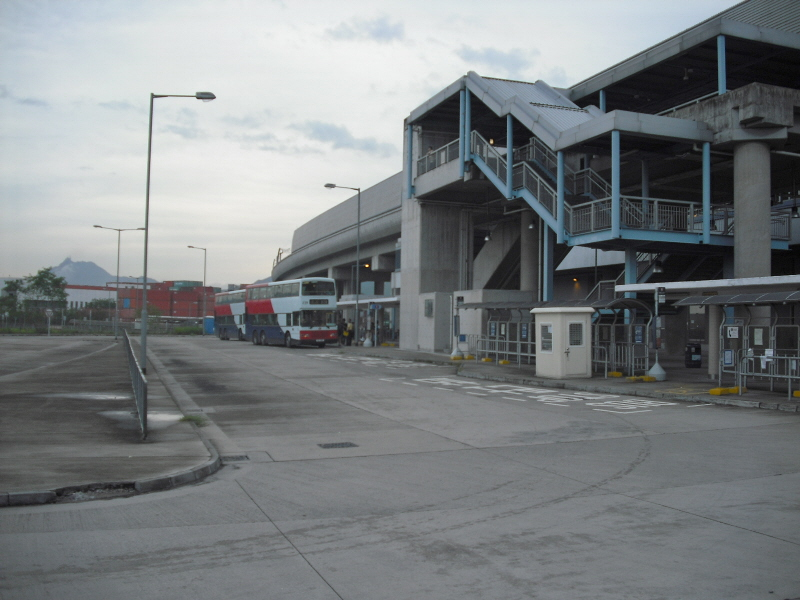
天水圍站公共運輸交匯處（2003年至2014年）

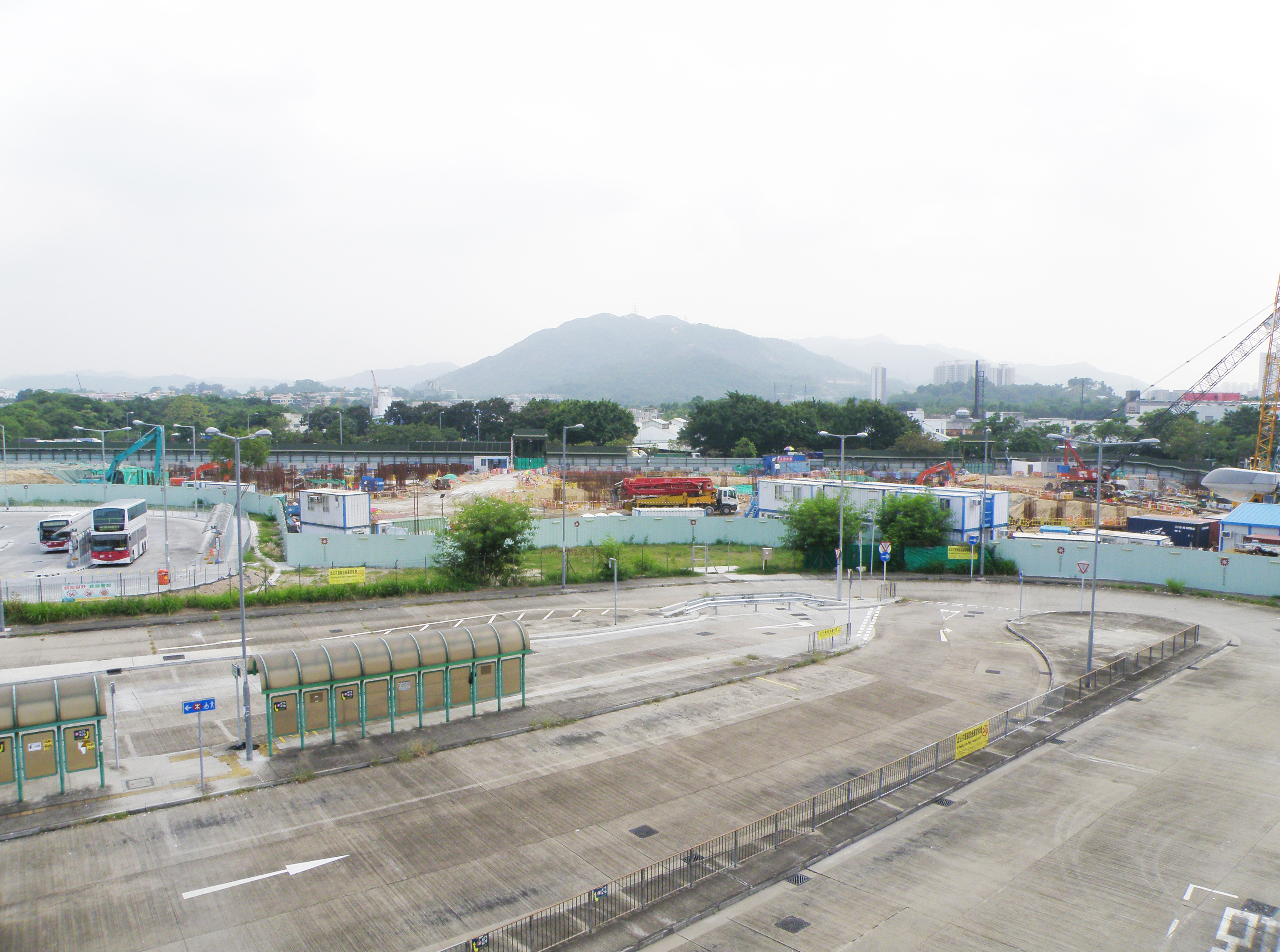
2015年天水圍站公共運輸交匯處，圖中後方的橋昌路東公共運輸交匯處不夠一年多後就永久封閉

天水圍站公共運輸交匯處是附屬於港鐵天水圍站的公共運輸交匯處，位於元朗區屏山；有5條巴士路線以此為總站。為了重建，曾經遷入橋昌路東公共運輸交匯處及屏廈路的臨時巴士泊位，現已遷回原址。

## 歷史
在西鐵通車前一個月，位於天水圍站A出口外新落成的「天水圍站公共運輸交匯處」在2003年11月7日啟用，並於12月20日九廣西鐵通車時正式提供公共交通服務，設有巴士總站與專綫小巴總站，但一直沒有小巴路線使用，只有部分行走元朗及天水圍路線的小巴間中停泊於站內休息。
九鐵巴士在西鐵通車當日進行重組，其中輕鐵接駁巴士655線改為K65線，輕鐵接駁巴士657線改為K75線，皆途經天水圍站，再加上2004年7月遷至此站的K76線，共同為天水圍居民提供西鐵與輕鐵接駁服務。K75綫於2009年11月29日改以天水圍站為總站，以洪水橋站為循環點。
在天水圍站巴士總站西面、橋發街與橋昌路交界處東北面，另設有一個公眾上落客區及的士站；九龍巴士B1線於2008年6月22日延長至天水圍站，使用該上落客區最東面停車灣為總站。該上落客區一直並無命名，待至2011年9月2日才獲命名為「天水圍（西）公共運輸交匯處」（Tin Shui Wai（West）Public Transport Interchange）。
政府於2013年宣佈將於橋昌路、橋發街及屏廈路包圍的地段興建居屋屏欣苑，三幢樓宇建於前文所述天水圍（西）公共運輸交匯處所涵蓋地皮，因此該交匯處須永久關閉。因應居屋施工進度，天水圍（西）公共運輸交匯處已於2014年9月17日停用，B1線遷至屏廈路天水圍站公共運輸交匯處，即港鐵巴士使用的總站。2014年11月22日，為方便乘客轉乘天水圍其他巴士路線，B1與276P線對調總站，前者遷至天慈邨，後者則遷至此處。
2015年2月27日，九巴276P線聯同港鐵巴士K75及K76綫於一併暫時遷往橋昌路東公共運輸交匯處然而此後天水圍站公共運輸交匯處長期處於原封不動的荒廢狀態，重建工程一直未有展開。橋昌路東公共運輸交匯處不消一年多後就永久封閉，2016年5月29日起由屏廈路旁兩個臨時巴士泊位取代。
直至屏欣苑建築將近完成之際，當局才開始重置公共運輸交匯處，沿用天水圍站公共運輸交匯處之名。新交匯處設有四條長約52米、共可停泊至少16輛巴士的雙坑，以及於屏廈路路旁設21米長的專綫小巴站。停用了近4年之久後，公共運輸交匯處終於在2018年6月完成重建工程，9月29日上午10時開放，巴士路線於10月2日遷入。

## 重建計劃爭議
天水圍站公共運輸交匯處的重建計劃一共耗資達1億5000萬。公共運輸交匯處以及相關天橋每年營運開支達500萬元，立法會議員質疑整個項目成本太高。而公共運輸交匯處上蓋亦未有充份利用興建社區設施。區議員亦批抨上蓋是華而不實，遮陰擋雨功能欠佳。重建後的交匯處面積沒有擴大，不過是改動了車坑佈置。只需將原有交匯處停用一段短時間稍作修葺即可，沒有必要費時近4年、斥鉅資完全拆卸重建，是大白象工程。

## 總站路線資料

### 九龍巴士69P線
- 天水圍站 → 葵芳站

於2004年4月6日投入服務，取代原有64M線，途經天耀邨、嘉湖山莊賞湖居、天慈邨、元朗公路、大欖隧道、屯門公路、荃灣、大窩口站及葵興，只於平日上午繁忙時間提供服務。2019年2月25日起延長遷往至本站。

### 九龍巴士269D線（特別班次）
- 天水圍站 → 瀝源

### 九龍巴士276C線
- 天水圍站 ↔ 粉嶺（祥華）

### 九龍巴士276P線
- 天水圍站 ↔ 上水

於1993年12月17日投入服務，2001年4月10日縮短至天慈巴士總站，2014年11月22日遷往至本站開出。2019年8月26日起，改經洪水橋、屏山、元朗市中心、元朗站、新田公路及粉嶺公路，為九龍巴士276線的特快版。

### 港鐵巴士K65A綫
- 天水圍站 ↔ 流浮山

於2022年6月27日投入服務，途經廈村，只於平日星期一至五繁忙時間提供服務。

### 港鐵巴士K75A綫
- 天水圍站 ↺ 洪水橋

於2016年3月27日投入服務，此路綫以循環線運作，順時針途經洪水橋及廈村。

### 港鐵巴士K75S綫
- 天水圍站 ↺ 洪福邨

於2015年8月17日投入服務，當時建議此路綫雙邊設置總站，而沿途不設任何中途站，此路綫其後獲修訂為循環線運作，以本站為總站，並補回K75及K75P於此路綫沿路設立的所有分站。途經廈村及洪水橋。2016年3月27日，取消週六服務。

### 港鐵巴士K76綫
- 天恆 ↔ 天水圍站

於2003年11月24日投入服務，最初是一條來往西鐵兆康站（北）及天恆的臨時路綫，2004年7月4日縮短至由此站開出並改為循環綫，2005年3月27日取消循環綫運作，途經天恩邨、天富苑、天澤邨及天逸邨。

### 港鐵巴士K76S綫
- 天水圍站 ↔ 濕地公園路

### 過海隧道巴士969B線（特別班次）
- 天水圍站 → 灣仔（菲林明道）

## 外部連結
- 九巴（页面存档备份，存于）
- 港鐵巴士（页面存档备份，存于）
- 香港巴士大典上的相关条目：天水圍站公共運輸交匯處